# Thalamita picta
Thalamita picta är en kräftdjursart som beskrevs av William Stimpson 1858. Thalamita picta ingår i släktet Thalamita och familjen simkrabbor. Inga underarter finns listade i Catalogue of Life.